# 中村不二夫
中村 不二夫（なかむら　ふじお、1950年 - ）は、日本の詩人。

## 来歴
神奈川県横浜市生まれ。神奈川大学法学部卒業。1974年より東京都在住。恵泉女学園短期大学非常勤講師を務める（1992年から1999年）。
1979年に第一詩集『ベース・ランニング』、1984年に第二詩集『ダッグ・アウト』と、スポーツをタイトルとする独自の詩世界で颯爽と登場し、第三詩集『Mets』は第一回日本詩人クラブ新人賞を受賞した。
一方で日本聖公会信徒であり、日本キリスト教詩人会に所属する。信仰、愛、平和を現代に問う詩世界を構築する詩集『People』、『使徒』を刊行、2007年の第六詩集『コラール』は第33回地球賞を受賞した。
また、『山村暮鳥論』をはじめとする詩論集でも独自の視点で詩と詩人を広く深く捉え、詩誌「柵」で連載中の『現代詩展望』では1990年代から現在までの詩と詩人の姿を浮き彫りにしている。
月刊の全国詩誌『詩と思想』（当時土曜美術社、現在土曜美術社出版販売発行）の編集委員会に1985年から継続して参画し、全国の詩人を巻き込んだ詩の革新、興隆運動の中心メンバーとして活動している。編集長を経て現在は編集委員。
所属団体の日本詩人クラブでも、理事長、会長を務め、詩の普及、詩人の交流に尽力。日本現代詩人会、日本文藝家協会、関西詩人協会、日本キリスト教詩人会、中島敦の会（横浜）、暮鳥会（水戸）にも所属している。

## 書籍

### 詩集
- 『ベース・ランニング』（1979年、詩学社）
- 『ダッグ・アウト』（1984年、詩学社）
- 『Mets』21世紀詩人叢書・第Ⅰ期4　(1990年、土曜美術社）、
第1回日本詩人クラブ新人賞受賞。
- 『People』(1995年、火箭の会）
- 『アンソロジー中村不二夫』（2000年、土曜美術社出版販売）
- 『使徒』(2001年、土曜美術社出版販売）
- 『コラール』21世紀詩人叢書・第Ⅱ期28　(2007年、同上）、
第33回地球賞受賞。
- 『HOUSE（ハウス）』(2012年、同上）
- 『鳥のうた』(2019年、同上）

### 詩論集
- 『<彼岸>の詩学』(1992年、有精堂出版）
- 『詩のプライオリティ』(1993年、土曜美術社出版販売）
- 『山村暮鳥論』(1995年、有精堂出版）
- （『山村暮鳥―聖職者詩人』に改題再版。2006年、沖積舎）
- 『現代詩展望Ⅰ―1994～97―』(1998年、詩画工房）
- 『現代詩展望Ⅱ―世界詩の創造と条件―』(2000年、詩画工房）
- 『現代詩展望Ⅲ―詩と詩人の紹介―』(2002年、詩画工房）
- 『戦後サークル詩の系譜』(2003年、知加書房）
- 『現代詩展望Ⅳ―反戦詩の方法―』(2005年、詩画工房）
- 『現代詩展望Ⅴ―詩的言語の生成―』(2007年、詩画工房）
- 『現代詩展望Ⅵ―詩界展望―』(2010年、詩画工房）
- 『現代詩展望Ⅶ―詩人の言語空間―』（2012年、詩画工房）
- 『エッセイ集　詩の音』(2011年、土曜美術社出版販売）
- 『廃墟の詩学』（2014年、土曜美術社出版販売）
第４回秋谷豊詩鴗賞受賞[8]
- 『戦後サークル詩論』（2014年、土曜美術社出版販売）
- 『辻井喬論』（2016年、土曜美術社出版販売）
- 『現代詩NOWⅠ』（2021年　土曜美術社出版販売）

### 共編者
- 川中子義勝『詩学入門』（2008年、土曜美術社出版販売）